# Oostelijke Polders
Oostelijke Polders est un ressort du Suriname situé dans le district de Nickerie. Lors du recensement de 2012, la population est de 7 153 habitants. Oostelijke Polders constitue en grande partie une zone agricole destinée à la production de riz. Une clinique et une école se trouvent également sur le territoire du ressort. 

## Zone naturelle de Bigi Pan
La zone naturelle de gestion de Bigi Pan, la troisième plus grande du pays, est située à Oostelijke Polders, précisément dans l'estuaire au nord de la rivière Nickerie. Sur ses 68 000 hectares de superficie, un total de 15 000 ont été transformés en polder afin d'y pratiquer la riziculture. La réserve porte le nom de la lagune située en son centre. 

## Réserve naturelle d'Hertenrits
Dans la zone naturelle de Bigi Pan, se trouve la réserve naturelle d'Hertenrits. Il s'y trouve cinq terps (élévations de terrain artificielles) où ont été découverts des restes de l'époque précolombienne datant de 15 000 à 20 000 ans,. Hertenrits ne fait que 100 hectares, mais a été désignée zone protégée en 1972. 